# Estación Vicealmirante Montes
Vicealmirante Montes es una estación ferroviaria ubicada en el barrio de Solana del Monte de la localidad de Don Torcuato, en el partido de Tigre, Provincia de Buenos Aires, Argentina.

## Servicios
Es una estación intermedia del servicio diesel metropolitano que se presta entre las estaciones Retiro y Villa Rosa.

## Toponimia
Bautizada así en honor al Vicealmirante Vicente E. Montes (nacido en la localidad bonaerense de Salto el 7 de mayo de 1861 y fallecido en Buenos Aires el 5 de marzo de 1946), destacado marino que fue uno de los principales jefes de la Escuadra de la Revolución de 1890, por lo cual se le entregó la Medalla de Cobre por su actuación y referente político de la UCR.